# フィンセン文書
フィンセン文書（フィンセンぶんしょ、英語: FinCEN Files)とは、アメリカ合衆国財務省の金融犯罪取締ネットワーク部局（FinCEN）に金融機関が提出した不審行為報告書（SAR）であり、マネーロンダリング行為が疑われる事案を報告した文書である。この文書はまずBuzzFeedニュースが入手し、国際調査報道ジャーナリスト連合（ICIJ)に共有され、16か月に及ぶ分析の後、 2020年9月20日に公開された。この文書は1999年から2017年にかけて金融機関がFinCENに提出した2100以上のSARで構成され、2兆ドル以上もの取引が記載されている。

## 参考資料
- 【解説】 フィンセン文書、何が分かり何が問題なのか-BBC